# Palau del Rei Moro
El Palau del Rei Moro és un edifici gòtic de la vila de Sitges (Garraf) que està inclòs en l'Inventari del Patrimoni Arquitectònic de Catalunya. Es tracta d'un casal d'origen medieval, probablement del segle xiv, encara que considerablement modificat.

## Descripció
És un edifici entre mitgeres d'origen gòtic. Consta de planta baixa i pis, amb coberta de teula. La porta d'accés s'obre en un extrem de la façana i és d'arc de mig punt adovellada. Al seu costat hi ha una petita finestra rectangular protegida amb una reixa de ferro. La planta superior té dues finestres geminades d'arc lobulat. Els murs són fets de carreus. A l'interior es conserven arcs corresponents a la construcció original.

## Història

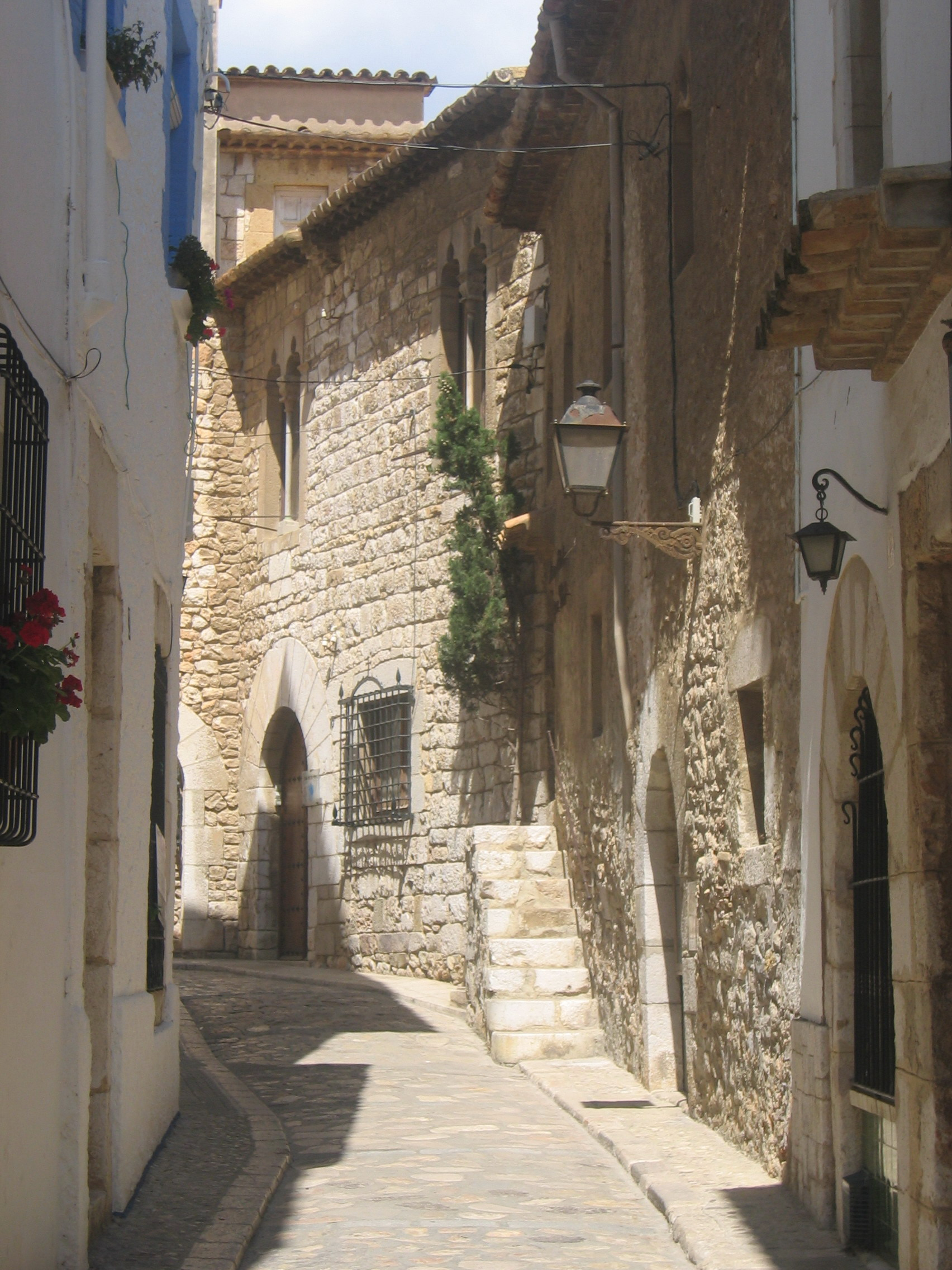
Carrer d'en Bosch amb l'Estudi Vidal en primer terme i, al fons, el Palau del Rei Moro

El Palau del Rei Moro està situat en un dels camins més antics de la vila de Sitges, i forma, amb altres edificis, un conjunt molt característics de l'antic recinte fortificat, en el carrer d'en Bosch.
El palau fou restaurat en els anys de la postguerra pel mestre de cases Frederic Montornés.
De propietat particular fins als primers anys del segle xxi, la família propietària el vengué en excel·lents condicions a l'Ajuntament. El casal acull diverses entitats sitgetanes, com l'Agrupació de Balls Populars, el Grup Pessebrista de Sitges, la Colla Jove de Castellers de Sitges, i la SACA (Sitgetana de cultura i animació). S'hi fan diversos actes culturals al llarg de l'any, com les exposicions de diorames nadalencs i de calvaris.